# Aloys Jousten
Aloys Jousten (ur. 2 listopada 1937 w Sankt Vith, zm. 20 września 2021 w Kolonii) – belgijski biskup rzymskokatolicki, biskup diecezjalny Liège w latach 2001-2013.

## Życiorys
Studiował filozofię i teologię w seminarium w Liège. Uzyskał ponadto tytuł doktora teologii moralnej na Katolickim Uniwersytecie w Lowanium.
Święcenia kapłańskie otrzymał 8 lipca 1962 i został inkardynowany do diecezji Liège. Był m.in. profesorem teologii moralnej w seminarium w Liège (1964-1975), dyrektorem kolegium Heidberg w Eupen (1975-1985), proboszczem parafii w Saint-Vith (1985-1990), a także proboszczem w Eupen (1990-2001) oraz wikariuszem biskupim dla niemieckojęzycznego regionu diecezji (1986-2001).
9 maja 2001 papież Jan Paweł II mianował go biskupem diecezjalnym Liège. Sakry biskupiej udzielił mu kard. Godfried Danneels.
31 maja 2013 papież Franciszek przyjął jego rezygnację z pełnionego urzędu złożoną ze względu na wiek.